# Guillermo III de Montferrato
Guillermo III (970-enero de 1042) fue marqués de Montferrato y conde de Vado desde 991 hasta su muerte. Era el hijo mayor y sucesor de Otón I. 
Continuó la política de patronazgo eclesial de su abuelo Aleramo. Fundó el monasterio de Spigno. En 1014 su hermano Riprando donó tierra a la abadía de Fruttuaria. Entre 1002 y su muerte hizo numerosas donaciones a Acqui Terme. 
Guillermo abandonó el apoyo a los emperadores del Sacro Imperio. Intervino activamente en las guerras locales italianas que fueron el precursor de las que se produjeron en la región a partir del siglo XI. Participó en la Liga antiimperial con el conde Oberto el Rojo, el marqués Ulrico Manfredo II de Turín, y el obispo Leo de Vercelli. Pero los aliados de la Liga pronto se vieron luchando los unos contra los otros. El obispo Leo sitió Santhià, donde residía Guillermo. Guillermo en represalia sitió y prendió fuego Vercelli. Guillermo firmó la paz con Ulric Manfredo y casó a su hijo Enrique con la hija de Ulric Manfredo, Adelaida de Susa. Pese a que todos sus aliados habían sido pacificados por las tropas imperiales, Guillermo siguió su lucha contra el emperador Conrado II. Pero Conrado destruyó su fortaleza en el valle del río Orba.
La Miracula sancti Bononii recuerda a la esposa de Guillermo como una tal Waza. Ella fue enterrada en la abadía de Saint Bononio. Guillermo murió en 1041, probablemente antes del 29 de enero, fecha en la que su hijo Enrique donó unas tierras a la iglesia de Turín. 
| Predecesor: Otón I | Marqués de Montferrato 991-1042 | Sucesor: Otón II |